# Copelatus instabilis
Copelatus instabilis är en skalbaggsart som beskrevs av Régimbart 1897. Copelatus instabilis ingår i släktet Copelatus och familjen dykare. Inga underarter finns listade i Catalogue of Life.